# Slinfah
Slinfah (tiếng Ả Rập: صلنفة, Ṣlenfah) là một khu nghỉ mát ở thị trấn Syria, được thành lập vào năm 1929, thuộc hành chính của quận Al-Haffah thuộc Tỉnh Latakia. Nó nằm ở độ cao trung bình 1130 mét so với mực nước biển trên dãy núi An-Nusayriyah, 50 km về phía đông của thành phố Latakia. Theo điều tra dân số chính thức năm 2004, dân số của thị trấn là 1.847 người, đạt tới 19.518 người với 25 ngôi làng xung quanh thuộc tiểu khu Slinfah (nahiyah).
Với nhiệt độ mùa hè ôn hòa, Slinfah là một trong những điểm du lịch nổi tiếng nhất ở Syria, cả người dân địa phương và người nước ngoài. Thị trấn được đặc trưng với nhiệt độ lạnh nghiêm trọng và tuyết rơi dày vào mùa đông.
Thành cổ lịch sử của Salah Ed-Din chỉ có 13   km về phía tây của Slinfah.

## Địa lý
Thị trấn nằm cách Latakia 50 km về phía đông, và nằm ở trung tâm của dãy núi ven biển Syria, với thị trấn đạt độ cao 1130 mét. Điểm cao nhất của Slinfah là đỉnh của nhà tiên tri Yunis có độ cao 1300 mét so với mực nước biển. Những ngọn núi Shooh gần đó được bao phủ bởi 500 cây linh sam. Do đó, nhờ vào vị trí miền núi, tuyết rơi dày đặc xảy ra vào mùa đông, nơi mà hầu hết người Syria đến thăm muốn dành thời gian ở đó.

## Nền kinh tế
Dân cư của thị trấn chủ yếu phụ thuộc vào nông nghiệp để sinh sống, trong đó phổ biến nhất là táo nhờ nhiệt độ núi lạnh của Slinfah. Thị trấn, cũng là một điểm du lịch nổi tiếng, cũng được đầu tư rất nhiều bởi các doanh nhân bất động sản, những người được hưởng lợi từ việc xây dựng nhà nghỉ và đầu tư vào các khách sạn trong khu vực.

## Khí hậu

Slinfah vào mùa đông

Ở Slinfah, khí hậu ấm áp và ôn hòa. Vào mùa đông, lượng mưa ở Slinfah nhiều hơn so với mùa hè. Theo Köppen và Geiger khí hậu được phân loại là Csb. Nhiệt độ trung bình hàng năm ở Slinfah là 12,8 °C (55,0 °F). Khoảng 1.282 mm (50,5 in) lượng mưa giảm hàng năm. 
| Dữ liệu khí hậu của {{{location}}} | Dữ liệu khí hậu của {{{location}}} | Dữ liệu khí hậu của {{{location}}} | Dữ liệu khí hậu của {{{location}}} | Dữ liệu khí hậu của {{{location}}} | Dữ liệu khí hậu của {{{location}}} | Dữ liệu khí hậu của {{{location}}} | Dữ liệu khí hậu của {{{location}}} | Dữ liệu khí hậu của {{{location}}} | Dữ liệu khí hậu của {{{location}}} | Dữ liệu khí hậu của {{{location}}} | Dữ liệu khí hậu của {{{location}}} | Dữ liệu khí hậu của {{{location}}} | Dữ liệu khí hậu của {{{location}}} |
| Tháng                              | 1                                  | 2                                  | 3                                  | 4                                  | 5                                  | 6                                  | 7                                  | 8                                  | 9                                  | 10                                 | 11                                 | 12                                 | Năm                                |
| ---------------------------------- | ---------------------------------- | ---------------------------------- | ---------------------------------- | ---------------------------------- | ---------------------------------- | ---------------------------------- | ---------------------------------- | ---------------------------------- | ---------------------------------- | ---------------------------------- | ---------------------------------- | ---------------------------------- | ---------------------------------- |
| [ cần dẫn nguồn ]                  |                                    |                                    |                                    |                                    |                                    |                                    |                                    |                                    |                                    |                                    |                                    |                                    |                                    |

## Hình ảnh

Slinfah vào mùa đông Slinfah vào mùa đông
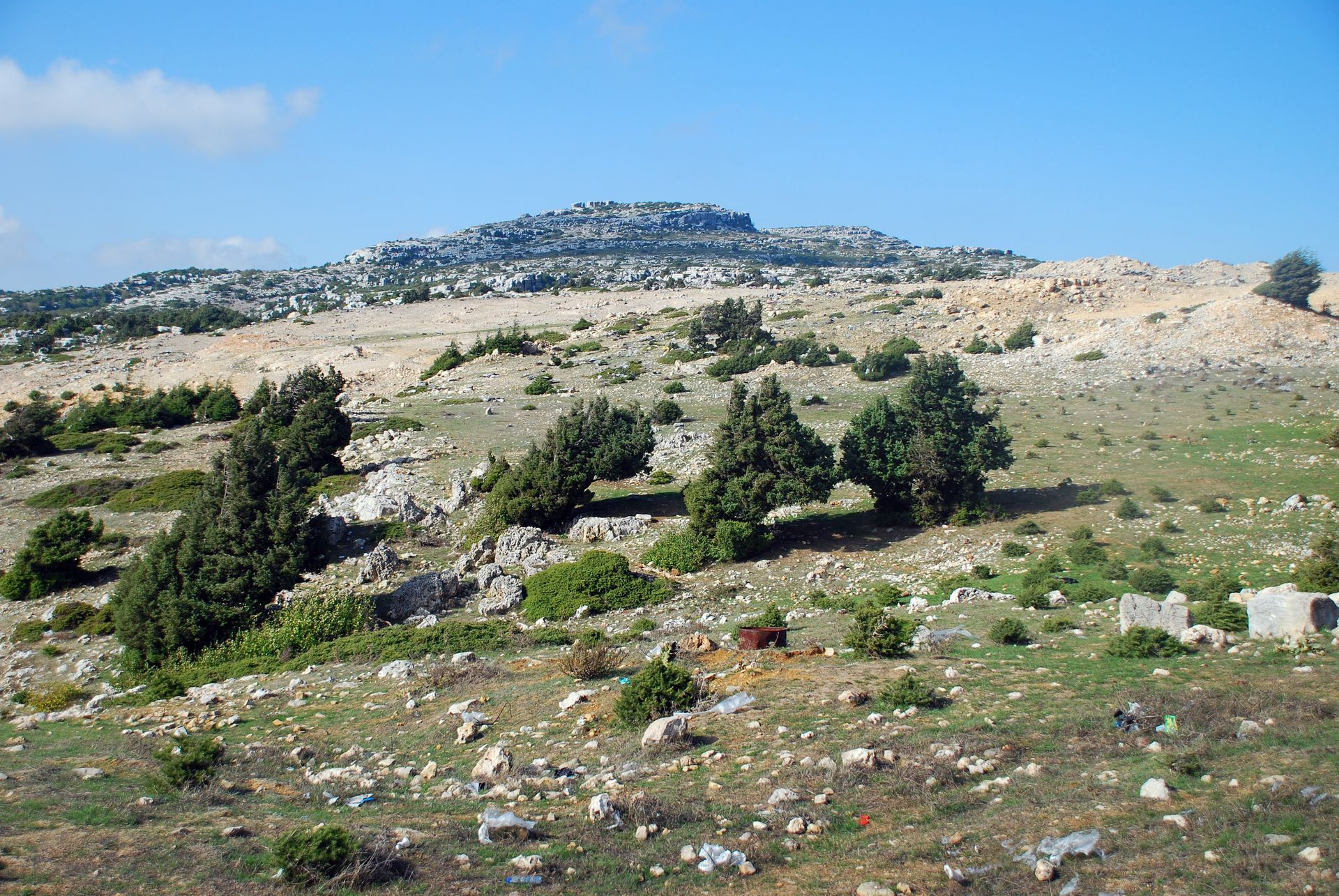
Jebel Aansariye
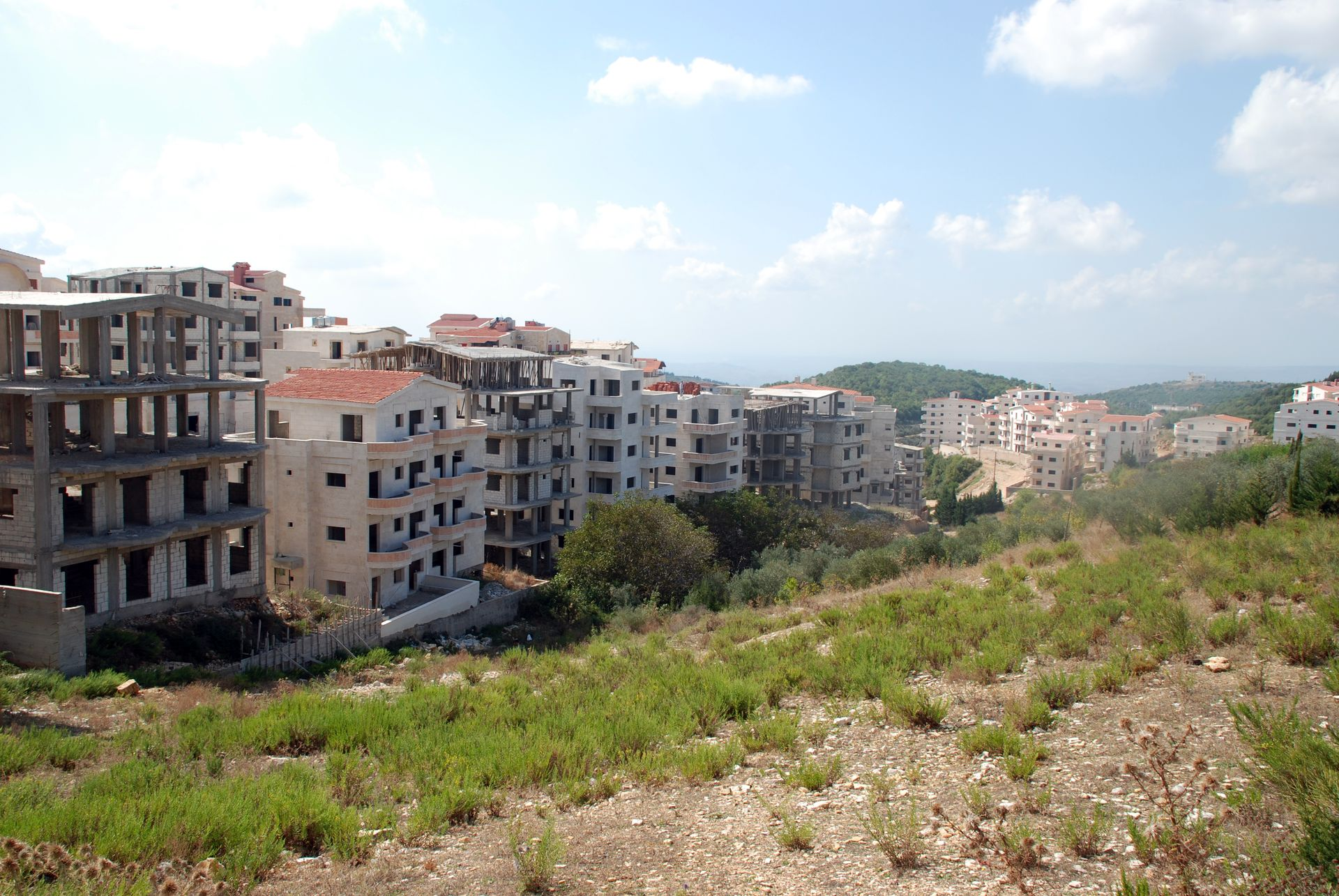
Thị trấn